# Markus Sehlmeyer
Markus Sehlmeyer (* 16. Mai 1968 in Cuxhaven) ist ein deutscher Althistoriker.
Markus Sehlmeyer studierte von 1989 bis 1995 in Göttingen Latein, Mathematik und Geschichte auf Lehramt an Gymnasien. Er schloss 1995 mit dem 1. Staatsexamen für Latein und Geschichte ab. Anschließend arbeitete er bis 1997 an seiner Dissertation zum Thema Stadtrömische Ehrenstatuen der republikanischen Zeit. Historizität & urbanistischer Kontext; Doktorvater war Jochen Bleicken. Daran schloss sich 1998/99 ein Stipendium als Postdoc am Graduiertenkolleg Sozialgeschichte von Gruppen, Schichten, Klassen und Eliten der Universität Bielefeld an, ein weiteres 1999/2001 am Graduiertenkolleg Leitbilder der Spätantike an der Universität Jena. 2002 wurde Sehlmeyer wissenschaftlicher Assistent von Rainer Bernhardt am althistorischen Lehrstuhl der Universität Rostock, wo er sich 2008 mit einer Arbeit zum Thema Geschichtsbilder im Umbruch vom paganen zum christlichen Imperium. Römische Historiographie in der zweiten Hälfte des 4. Jahrhunderts n. Chr. habilitierte. Von 2010 bis 2013 war er Akademischer Oberrat auf Zeit am Lehrstuhl von Uwe Walter an der Universität Bielefeld. Vom Wintersemester 2013/14 bis zum Sommersemester 2015 lehrte er an der Philipps-Universität Marburg, zunächst als Vertretung einer Akademischen Ratsstelle, danach als Vertretungsprofessor. Anschließend war Sehlmeyer von 2016 bis 2019 Lehrbeauftragter an der Universität Osnabrück. Von 2019 bis 2022 verwaltete er als Vertretungsprofessor den Lehrstuhl für Alte Geschichte an der Universität Rostock. Sehlmeyer lebt in Bielefeld und lehrt als Privatdozent in Rostock sowie als Lehrbeauftragter in Osnabrück.
Sehlmeyers hauptsächliche Forschungsinteressen sind die politische Kultur der römischen Republik, römische und spätantike Geschichtsschreibung, die antiquarische Forschung Roms sowie die Rezeption der antiken Staatstheorie in der amerikanischen Revolution.

## Schriften
- Stadtrömische Ehrenstatuen der republikanischen Zeit. Historizität und Kontext von Symbolen nobilitären Standesbewusstseins (= Historia Einzelschriften 130). Steiner, Stuttgart 1999, ISBN 3-515-07479-1 (Dissertation, Universität Göttingen, 1997/98).
- Origo gentis Romanae. Die Ursprünge des römischen Volkes (= Texte zur Forschung. Bd. 82). Herausgegeben, übersetzt, kommentiert und mit Essays versehen von Markus Sehlmeyer. Wissenschaftliche Buchgesellschaft, Darmstadt 2004, ISBN 3-534-16433-4.
- mit Uwe Walter: Unberührt von jedem Umbruch? Der Althistoriker Ernst Hohl zwischen Kaiserreich und früher DDR. Verlag Antike, Frankfurt am Main 2005, ISBN 3-938032-08-1.
- Die Antike (= UTB Orientierung Geschichte). Schöningh, Paderborn 2008 (2. überarb. Aufl. 2014), ISBN 978-3-8252-3100-2.
- Geschichtsbilder für Pagane und Christen. Res Romanae in den spätantiken Breviarien. De Gruyter, Berlin/New York 2009 (zugleich Habilitationsschrift, Universität Rostock, 2008).